# Biocid
Biocider är ämnen som kan döda levande organismer. Biocider betecknas ofta med ett prefix som anger typen av organism som medlet dödar, till exempel fungicid (svampdödande), algicid (algdödande), rodenticid (råttgift), insekticid (insektsgift), baktericid (antibakteriellt medel). En baktericid dödar bakterier, men behöver inte nödvändigtvis döda andra typer av mikroorganismer. Germicida medel är biocider som dödar ett brett spektrum av mikroorganismer som bakterier, svampar, parasiter och virus.
Desinfektionsmedel är germicida som används för att döda mikroorganismer, ofta på objekt som bord, golv, byggnader, etc. Antiseptika är germicida som används på hud och slemhinnor för att förebygga att infektion uppstår i den underliggande vävnaden. I dagligt tal används ofta antiseptika och desinfektionsmedel synonymt. Vissa antibiotika kan fungerar på liknande sätt, medan andra istället hindrar tillväxten av bakterier i kroppen och kallas därför bakterostatiska.